# 李萬祺
李萬祺（Henry Lee Junior，1958年3月18日—），香港著名賽車手。生於香港。「香港車王」李鶴屏之子。1987年與余安安結婚。1988年起出戰澳門東望洋大賽車。2000年獲亞洲房車錦標賽冠軍及東望洋大賽亞軍。受亞洲金融風暴影響，2002年宣布破產。2003年與余安安離婚。